# Bernt Haas
Bernt Haas (ur. 8 kwietnia 1978 w Wiedniu) – piłkarz szwajcarski grający na pozycji prawego obrońcy.

## Kariera klubowa
Haas urodził się w Austrii, ale piłkarską karierę rozpoczął w Zurychu, w tamtejszym Grasshopper Club. W sezonie 1994/1995 zadebiutował w jego barwach w pierwszej lidze. Wtedy też po raz pierwszy w karierze został mistrzem kraju. Na jesieni 1995 zadebiutował w Lidze Mistrzów, a już na wiosnę 1996 wywalczył swój drugi tytuł mistrzowski. W 1998 roku znów zdobył z Grasshoppers prymat w kraju, a w 1999 roku wicemistrzostwo Szwajcarii. Dla Grasshoppers rozegrał 145 ligowych spotkań i strzelił 6 goli.
Latem 2001 roku Haas przeszedł do angielskiego Sunderlandu. W Premiership zadebiutował 28 sierpnia w wygranym 1:0 spotkaniu z Ipswich Town i w zespole „Czarnych Kotów” występował w pierwszej jedenastce oraz przyczynił się do utrzymania w Premiership. Latem 2002 Haas wrócił do ojczyzny i przez jeden sezon występował w FC Basel, z którym zdobył Puchar Szwajcarii oraz wywalczył wicemistrzostwo kraju.
W 2003 Haas znów został zawodnikiem angielskiego klubu, tym razem stał się nim West Bromwich Albion, występujący na szczeblu Football League Championship. Na koniec sezonu 2003/2004 wywalczył w nim awans do Premiership, w której występował przez rundę jesienną sezonu 2004/2005. Zimą trafił do SC Bastia, klubu francuskiej Ligue 1 (debiut: 26 stycznia w przegranym 1:4 meczu z AJ Auxerre). Po spadku tej drużyny do Ligue 2 jeszcze przez pół roku występował w drugiej lidze, a następnie latem 2006 został zawodnikiem niemieckiego drugoligowca 1. FC Köln. Latem 2007 podpisał kontrakt z FC Sankt Gallen.
| Sezon   | Klub                 | Kraj       | Rozgrywki                    | Mecze | Bramki |
| ------- | -------------------- | ---------- | ---------------------------- | ----- | ------ |
| 1994/95 | Grasshopper Club     | Szwajcaria | Nationalliga A               | 2     | 0      |
| 1995/96 | Grasshopper Club     | Szwajcaria | Nationalliga A               | 20    | 0      |
| 1996/97 | Grasshopper Club     | Szwajcaria | Nationalliga A               | 29    | 1      |
| 1997/98 | Grasshopper Club     | Szwajcaria | Nationalliga A               | 27    | 2      |
| 1998/99 | Grasshopper Club     | Szwajcaria | Nationalliga A               | 28    | 1      |
| 1999/00 | Grasshopper Club     | Szwajcaria | Nationalliga A               | 29    | 1      |
| 2000/01 | Grasshopper Club     | Szwajcaria | Nationalliga A               | 25    | 1      |
| 2001/02 | Grasshopper Club     | Szwajcaria | Nationalliga A               | 5     | 0      |
| 2001/02 | Sunderland AFC       | Anglia     | Premiership                  | 27    | 0      |
| 2002/03 | FC Basel             | Szwajcaria | Nationalliga A               | 22    | 1      |
| 2003/04 | West Bromwich Albion | Anglia     | Football League Championship | 36    | 1      |
| 2004/05 | West Bromwich Albion | Anglia     | Premiership                  | 10    | 0      |
| 2004/05 | SC Bastia            | Francja    | Ligue 1                      | 4     | 0      |
| 2005/06 | SC Bastia            | Francja    | Ligue 2                      | 12    | 1      |
| 2006/07 | 1. FC Köln           | Niemcy     | 2. Fußball-Bundesliga        | 19    | 0      |
| 2007/08 | FC Sankt Gallen      | Szwajcaria | Swiss Super League           | 1     | 0      |
| 2008/09 | FC Sankt Gallen      | Szwajcaria | Swiss Super League           |       |        |

## Kariera reprezentacyjna
W reprezentacji Szwajcarii Berner zadebiutował 6 października 1996 roku w wygranym 3:2 spotkaniu z Finlandią, rozegranym w ramach eliminacji do MŚ 1998. W 2004 roku został powołany przez Jakoba Kuhna do kadry na Mistrzostwa Europy w Portugalii. Tam wystąpił w dwóch grupowych meczach Helwetów: zremisowanym 0:0 z Chorwacją i przegranym 0:3 z Anglią, w którym otrzymał czerwoną kartkę.